# Roseofavolus
Roseofavolus is een monotypisch geslacht van schimmels behorend tot de familie Polyporaceae. Het bevat alleen Roseofavolus eos.